# Rhyacophila armeniaca
Rhyacophila armeniaca là một loài Trichoptera trong họ Rhyacophilidae. Chúng phân bố ở miền Cổ bắc.